# グロッテ・ディ・カストロ
グロッテ・ディ・カストロ（伊: Grotte di Castro）は、イタリア共和国ラツィオ州ヴィテルボ県にある、人口約2,400人の基礎自治体（コムーネ）。

## 地理

### 位置・広がり
ヴィテルボ県北部のコムーネで、ボルセーナ湖の北西に位置する。県都ヴィテルボから北西へ34kmの距離にある。

#### 隣接コムーネ
隣接するコムーネは以下の通り。
- アックアペンデンテ
- グラードリ
- オナーノ
- サン・ロレンツォ・ヌオーヴォ

### 気候分類・地震分類
グロッテ・ディ・カストロにおけるイタリアの気候分類 (it) および度日は、zona E, 2249 GGである。
また、イタリアの地震リスク階級 (it) では、zona 2B (sismicità media) に分類される。